# 巴黎第七大学
巴黎第七大学（法語：Université Paris Diderot - Paris VII），又称巴黎狄德罗大学，位于法国巴黎市中心，是法国及欧洲顶级的研究型大学之一，在医学、理学、人文科学与社会科学等领域享有国际性的声誉和影响力。同时，该校也是法国学科涉及面最广的大学之一，是巴黎地区唯一集医学、人文与理工于一体的一所综合性高等院校。
该校成立于1971年，是创建于1253年的前巴黎大学裁撤後的主要继承者之一，是索邦巴黎西岱盟校成员之一，1994年以德尼·狄德罗的姓氏命名。目前该校有在校学生两万六千人，博士生两千多人，教师约两千人，行政技术人员一千多人。并设有研究中心一百多个，绝大部分都与法国国家科学研究中心等大型研究机构合作。
自2007年起，除了位于巴黎北部的七所附属医院，该校大部分行政管理部门及院系已逐渐从朱西厄校区迁至毗邻法国国家图书馆的巴黎左岸新校区。同时，该校还将在新校址上修建巴黎规模最大的新图书馆。
巴黎第七大学的历届毕业生和教师中共有两名诺贝尔奖得奖者，多名法兰西科学院院士、国家元首及部长。现任中华人民共和国全国人大常委会副委员长、农工党中央主席陈竺即毕业于巴黎七大血液学研究所，为肿瘤发病基础专业博士。
2019年3三月，巴黎七大与巴黎五大及巴黎地球物理研究院合并成立了新的巴黎大学 (2019年成立)。